# Tomášov
Tomášov (in ungherese Fél, in tedesco Feilendorf) è un comune della Slovacchia facente parte del distretto di Senec, nella regione di Bratislava.